# Joseph Anderson
Joseph Anderson (Philadelphia, 1757. november 5. – Washington, 1837. április 17.) az Amerikai Egyesült Államok szenátora (Tennessee, 1797–1815).